# Point d'emphase
Le point d’emphase ou la marque d’emphase est un signe typographique utilisé dans les écritures est-asiatiques pour indiquer l’emphase. Ce signe peut prendre différentes formes dont notamment : point ou puce, point sésame, triangle, cercle, cercles concentriques ; chacun pouvant être évidé ou plein. Elle est utilisée traditionnellement mais est aujourd’hui souvent remplacée par le soulignement (ou le trait adscrit), le changement de style de fonte, par l’utilisation de crochet ou guillemets

## En chinois
| Exemple de point d'emphase utilisé dans le chinois traditionnel écrit horizontalement. |
| 1. 事業是幹出來的，不是吹出來的。 2. 看來，他彷佛用一千隻眼睛瞧著。                    |

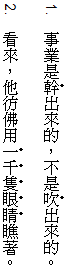
Exemple de point d'emphase utilisé dans le chinois traditionnel écrit verticalement.

En Chine et à Hong Kong, la marque d’emphase est utilisée en chinois dans les manuels scolaires ou le matériel pédagogique.
Elle est centrée sous chaque caractère mis en emphase dans les textes horizontaux, et centrée à droite de chaque caractère dans les textes verticaux.

## En japonais
Au Japon, la marque d’emphase, 傍点 bōten ou 圏点 kenten, est habituellement un point ou un point sésame et est centrée au-dessus de chaque caractère dans les textes horizontaux et à droite de chaque caractère dans les textes verticaux.

## En coréen
En Corée du Sud, la marque d’emphase, 드러냄표 deureonaempyo, est définie dans les règles d’orthographe comme un point ou un cercle centré au-dessus des caractères dans les textes horizontaux et à droite des caractères dans les textes verticaux.
Exemples:
- à l’aide de la propriété CSS text-emphasis :
한글의 본 이름은 훈민정음이다.
중요한 것은 왜사느냐가 아니라 어떻게사느냐 하는 문제이다.

- à l’aide de caractères positionnés :
한글의 본 이름은 이다.
중요한 것은  아니라  하는 문제이다.